# Akseli Gallen-Kallela
Akseli Gallen-Kallela, narozený jako Axél Waldemar Gallén (26. dubna 1865 Pori – 7. března 1931 Stockholm), byl finský malíř a designér, vedoucí představitel tzv. zlatého věku finského umění v období 1880–1910. Jeho nejznámějším dílem je cyklus ilustrací k finskému národnímu eposu Kalevala.

## Život
Pocházel ze švédskojazyčné rodiny, otec byl právník. Dětství prožil v Tyrvää na jihozápadě Finska. Základní malířské vzdělání získal v Helsinkách. Od roku 1884 studoval na pařížské Julianově akademii. Ve svých raných dílech vycházel z realismu, který přesně zobrazoval finskou přírodu a prostý život, např. Chlapec a vrána (1884), Stará žena s kočkou (1885), První hodina (1889) nebo Kočka a pes (1890).
V roce 1890 se oženil s Mary Slöövou a usadil se v Helsinkách. Jejich malá dcerka Impi Marjatta zemřela na záškrt v roce 1894. O rok později se narodila druhá dcera Kirsti a v roce 1898 syn Jorma.  Jeho obrazy z tohoto období vyjadřují určitou agresivitu (Obrana Sampo, Kullervovo prokletí, Joukahainenova pomsta).
Účast na světové výstavě v Paříži v roce 1900 mu přinesla postavení vedoucího umělce ve Finsku. Pořídil si dům s ateliérem v Ruovesi, v oblasti národního parku Helvetinjärvi. V roce 1904 se zotavoval u jezera Keitele po malárii, kterou se nakazil ve Španělsku. Vytvořil zde několik obrazů s námětem jezera, na nichž jsou patrné vlivy symbolismu a secese. 
V roce 1906 se přestěhoval do Leppävaary, kde si upravil starý dům a zřídil si v něm i ateliér.
V období finského národního obrození ke svému švédskému příjmení připojil podle finského způsobu přídomek Kallela. Od roku 1907 jeho oficiální jméno znělo Akseli Gallen-Kallela. Jako velký vlastenec svým dílem podporoval národní uvědomění a snahu o nezávislost Finska.
Celý život hodně cestoval po světě, kromě Evropy navštívil i USA a Afriku. S rodinou pobýval v roce 1909 určitý čas ve východní Africe (dnešní Keňa). Kromě 150 obrazů ovlivněných expresionismem přivezl z Afriky sbírku etnografických předmětů a zoologických exponátů.  V Itálii studoval freskovou malbu.
V roce 1911–1913 si postavil ateliér v Tarvaspää poblíž Helsinek. Během první světové války byl pověřen funkcí vedoucího kartografického úřadu a tiskového střediska. Jako blízký spolupracovník generála Mannerheima se podílel na finské občanské válce. Navrhoval vlajky, uniformy a státní symboly nezávislého Finska.
Při pobytu v USA v letech 1923 a 1924 se seznámil s domorodým uměním obyvatel Nového Mexika. Po návratu do Finska přistavěl podle svého návrhu k ateliéru v Tarvaspää obytný dům. 
V roce 1928 pracoval na velkých freskách ve Finském národním muzeu , Kalevala mozeum. Svou práci na úpravě původního vydání eposu Kalevala, započatou v roce 1925, už nestačil dokončit. Zemřel na zápal plic 7. března 1931 ve Stockholmu, během zpáteční cesty z přednášky v Kodani. Jeho hrob se nachází na hřbitově Hietaniemi v Helsinkách.

## Dílo
Gallenova tvorba byla velmi různorodá: kromě obrazů maloval také fresky, navrhoval nábytek, šperky i textilie. Jako architekt navrhl mimo jiné stavby i vlastní dům s ateliérem v Tarvaspää. Roku 1961 v něm bylo zřízeno muzeum věnované jeho životu a dílu. 
Častým námětem jeho obrazů byly výjevy z finského venkova, krajiny a portréty. Do počátečního realismu záhy začal pronikat symbolismus a následně i secese. Tyto vlivy jsou patrné např. ve freskové výzdobě Juseliova mauzolea v Pori (1901–1903) nebo finského pavilonu na světové výstavě v Paříži (1900). V této fresce se nejvíce projevují jeho politické názory a touha po nezávislosti Finska.
Ve svém díle se zejména zaměřoval na finskou mytologii, kam spadá i cyklus monumentálních ilustrací k finském národnímu eposu Kalevala, který také přispěl k finskému národnímu uvědomění.

## Galerie

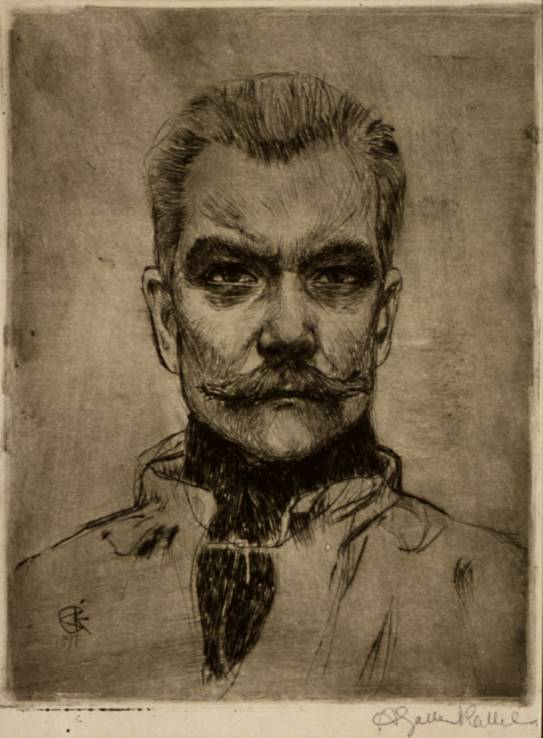
Autoportrét z roku 1897
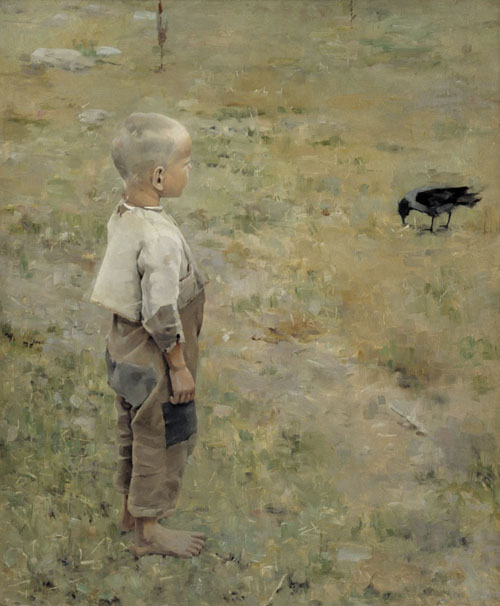
Chlapec s vránou, 1884, Ateneumin taidemuseo, Helsinky
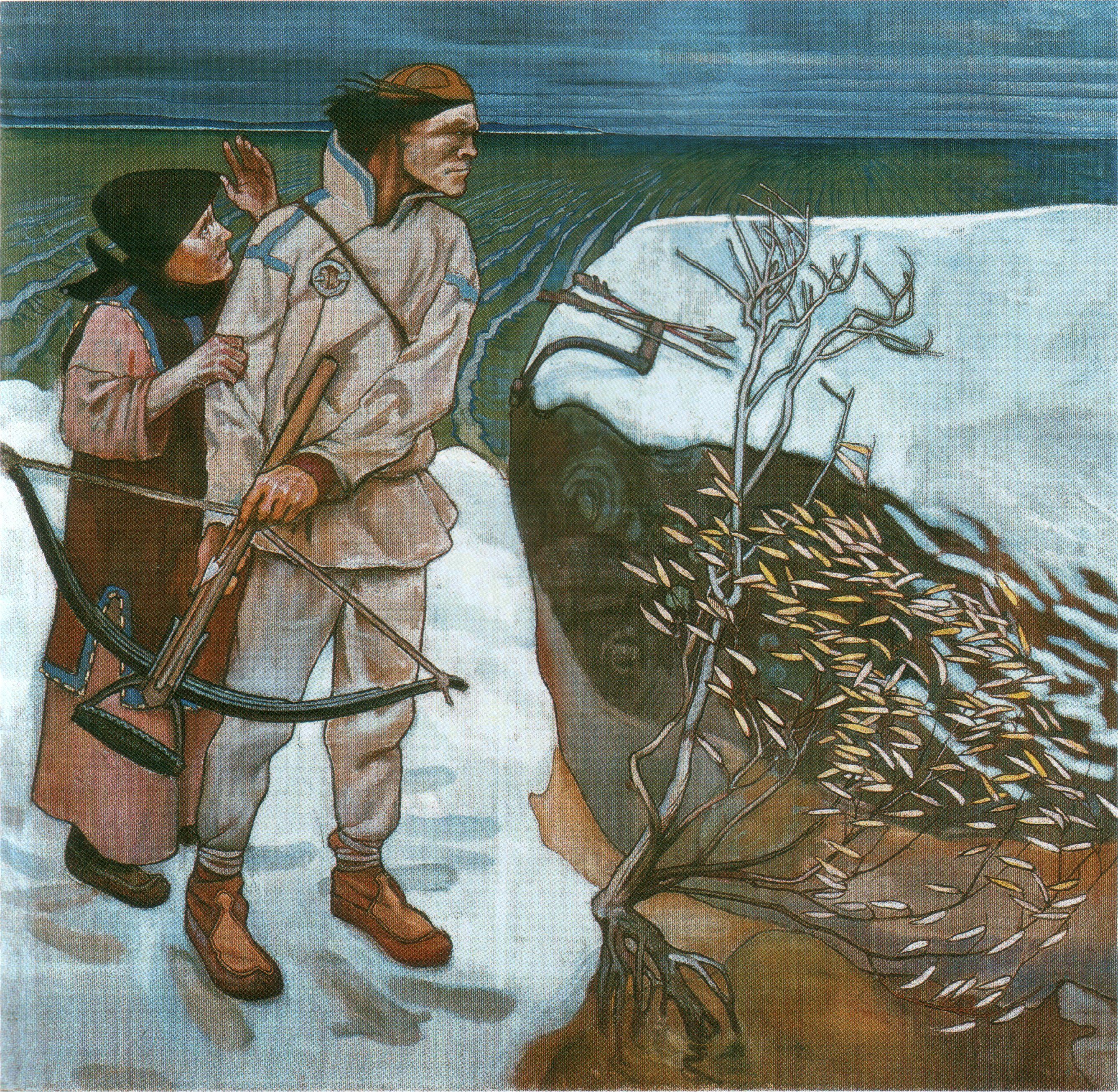
Výjev z Kalevaly Joukahainenova pomsta, 1897, Turun taidemuse, Turku
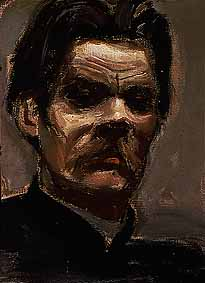
Portrét Maxima Gorkého, 1906, Turun taidemuse
Kalevala: poem 1, verše 1–16
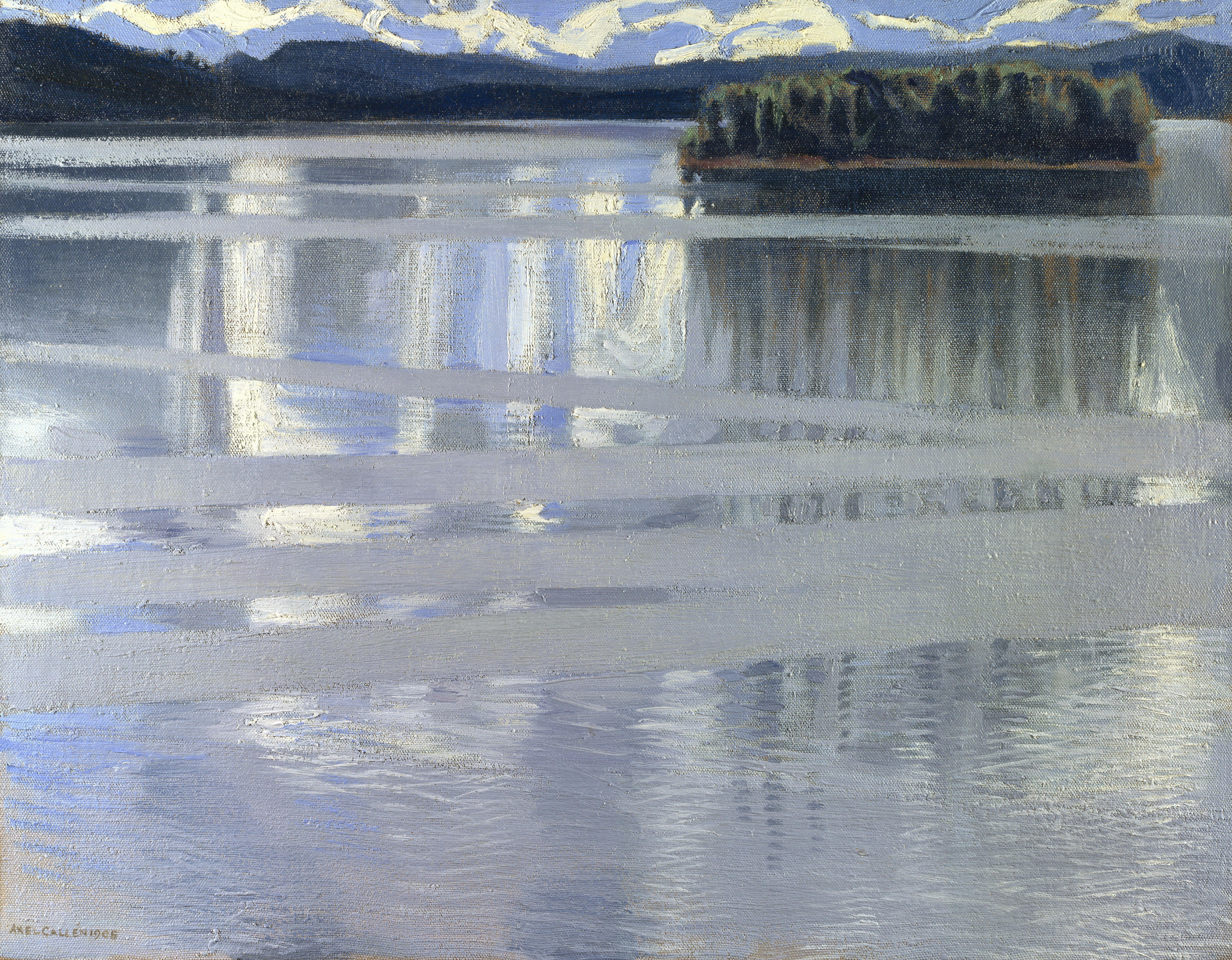
Jezero Keitele 1905, Národní galerie Londýn
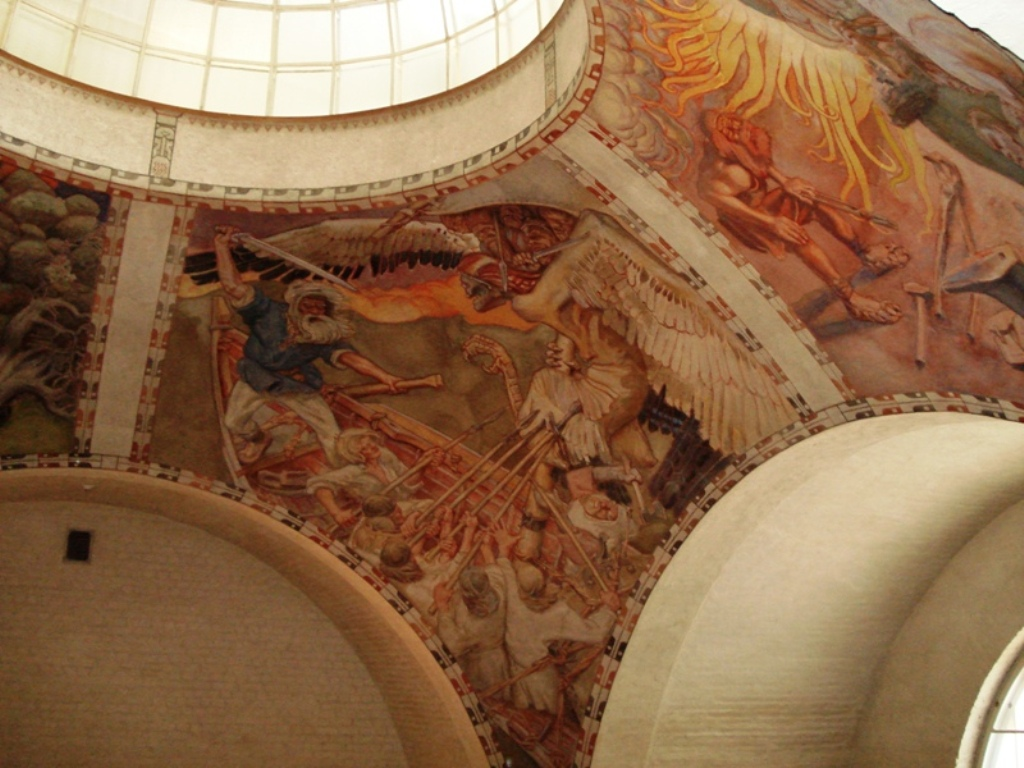
Sampova obrana, 1928 – freska v národním muzeu